# Cruz Azul Oaxaca
Il Cruz Azul Oaxaca è stata una società calcistica messicana di Oaxaca de Juárez. Si trattava di una filiale del Cruz Azul.

## Storia
Il club nacque come filiale del Cruz Azul nel 2006 a seguito dello spostamento del suo principale club secondario, il Cruz Azul Hidalgo, nella città di Oaxaca de Juárez.
La nuova società ereditò la posizione in Primera División A dal predecessore, militandovi per tre stagioni e raggiungendo come miglior risultato la finale di Liguilla nell'Apertura 2005, persa contro il Puebla.
Dopo la scelta dei vertici societari di riportare la filiale nello stato di Hidalgo nel 2006, il club cessò di esistere.

## Risultati
- Liga de Ascenso: 1

Finalista: 2005 (Apertura)